# Основы религиозных культур и светской этики
Основы религиозных культур и светской этики (ОРКСЭ) — учебный предмет, включённый Минобрнауки России в школьную программу в качестве федерального компонента[когда?]. Предмет включает шесть модулей, из которых ученики или их родители (законные представители) выбирают один для изучения.
Список модулей:
- «Основы православной культуры»
- «Основы исламской культуры»
- «Основы буддийской культуры»
- «Основы иудейской культуры»
- «Основы религиозных культур народов России»
- «Основы светской этики»

## История введения
Русская православная церковь предпринимала попытки сделать обязательным во всех государственных школах преподавание закона Божьего. В 2002 году Министерство образования опубликовало обращённое к региональным отделам образования письмо, содержащее рекомендации о том, как вводить в школьное образование новый факультативный предмет «Основы православной культуры».
17 декабря 2010 года Минобрнауки России утвердило предмет «Основы духовно-нравственной культуры народов России» в составе федерального государственного образовательного стандарта основного общего образования. Позднее курс был переименован в «Основы религиозных культур и светской этики». Сначала предмет вводился экспериментально в 19 регионах России — с 1 апреля 2010 года, а при успешной реализации эксперимента — во всех регионах с 1 сентября 2012 года.

## Общая информация
Преподавание предмета ОРКСЭ основывается на следующих нормах законодательства Российской Федерации: Конституции Российской Федерации, Законах Российской Федерации «Об образовании», «Об основных гарантиях прав ребёнка в Российской Федерации»; «О свободе совести и религиозных объединениях». В соответствии с конституционными нормами (статьи 13, 14 Конституции Российской Федерации), а также законом «О свободе совести и религиозных объединениях» выбор одного из 6 модулей является исключительным правом родителей (законных представителей) несовершеннолетних обучающихся.
Учебный курс ОРКСЭ является единой комплексной учебно-воспитательной системой. Все его модули согласуются между собой по педагогическим целям, задачам, требованиям к результатам освоения учебного содержания, достижение которых обучающимися должен обеспечить образовательный процесс в границах учебного курса, а также в системе содержательных, понятийных, ценностно-смысловых связей учебного предмета с другими гуманитарными предметами начальной и основной школы.
Учебный курс ОРКСЭ является культурологическим и направлен на развитие у школьников 10-11 лет представлений о нравственных идеалах и ценностях, составляющих основу религиозных и светских традиций многонациональной культуры России, на понимание их значения в жизни современного общества и своей сопричастности к ним.

## Цель и задачи курса
Цель учебного курса ОРКСЭ — формирование у младшего подростка мотиваций к осознанному нравственному поведению, основанному на знании и уважении культурных и религиозных традиций многонационального народа России, а также к диалогу с представителями других культур и мировоззрений.
Задачи учебного курса ОРКСЭ:
- знакомство обучающихся с основами православной, мусульманской, буддийской, иудейской культур, основами мировых религиозных культур и светской этики;
- развитие представлений младшего подростка о значении нравственных норм и ценностей для достойной жизни личности, семьи, общества;
- обобщение знаний, понятий и представлений о духовной культуре и морали, полученных обучающимися в начальной школе, и формирование у них ценностно-смысловых мировоззренческих основ, обеспечивающих целостное восприятие отечественной истории и культуры при изучении гуманитарных предметов на ступени основной школы;
- развитие способностей младших школьников к общению в полиэтнической и многоконфессиональной среде на основе взаимного уважения и диалога во имя общественного мира и согласия[7].

Курс, раскрывающий основы религиозных культур и светской этики, предлагается изучать на переходной стадии от начальной к основной ступени общеобразовательной школы. И по месту в учебном плане, и по содержанию он служит важным связующим звеном между двумя этапами гуманитарного образования и воспитания школьников. С одной стороны, учебный курс ОРКСЭ дополняет обществоведческие аспекты предмета «Окружающий мир», с которым знакомятся учащиеся основной школы. С другой стороны, этот курс предваряет начинающееся в 5 классе изучение предмета «История». Таким образом, ознакомление с нравственными идеалами и ценностями религиозных и светских духовных традиций России происходит в контексте, отражающем глубинную связь прошлого и настоящего.
Внедрение курса «Основы религиозных культур и светской этики» в учебный процесс общеобразовательных школ вызывает немалый интерес в обществе. Часть родителей, учителей, общественности осознаёт необходимость принятия на государственном уровне мер, обеспечивающих возвращение воспитания в школу, укрепление сотрудничества государства, школы, семьи, общественных и традиционных религиозных организаций в целях духовно-нравственного развития и воспитания школьников, морального оздоровления общества. Другая часть предельно скептически относится к введению предметов, наспех составленных в угоду политических амбиций.
Основные особенности:
- Преподавать данный курс в школе будут светские педагоги;
- Курс имеет не вероучительный, а культурологический характер;
- Содержание всех модулей комплексного учебного курса подчинено общей цели — воспитанию личности гражданина России посредством приобщения его к нравственным и мировоззренческим ценностям;
- Содержание всех модулей группируется вокруг трёх базовых национальных ценностей: 1) Отечество, 2) семья и 3) культурная традиция. На этих базовых ценностях будет осуществляться воспитание детей в рамках нового курса;
- Новый курс организован таким образом, что школьники, выбравшие для систематического изучения определённый модуль, получат общие представления и о содержании других модулей;
- Предусматривается, что на нескольких последних уроках учащиеся одного класса будут работать вместе. На этих уроках они будут представлять свои индивидуальные и коллективные творческие работы по итогам изучения того или иного модуля;
- Изучение курса завершается большим общим школьно-семейным праздником, посвященным Дню народного единства, который отмечается 4 ноября. Единство и согласие через диалог культур и есть ощутимый результат учебно-воспитательного процесса в рамках нового курса[7].

## Структура курса
- 4 класс, четвёртая четверть (34 часа)
  - Блок 1. Введение. Духовные ценности и нравственные идеалы в жизни человека и общества (17 часов)
  - Блок 2. Основы религиозных культур и светской этики. Часть 1. (17 часов)
- 5 класс, первая четверть (17 часов)
  - Блок 3. Основы религиозных культур и светской этики. Часть 2. (12 часов)
  - Блок 4. Духовные традиции многонационального народа России (5 часов)

Блоки 1 и 4 посвящены патриотическим ценностям и нравственному смыслу межкультурного и межконфессионального диалога как фактора общественного согласия. Уроки в рамках этих блоков проводятся для всего класса вместе. По желанию учителя возможно также проведение совместных завершающих уроков в блоке 2, связанных с презентациями творческих проектов учащихся.
Блок 4 — итоговый, обобщающий и оценочный. Предусматривает подготовку и презентацию творческих проектов на основе изученного материала. Проекты могут быть как индивидуальными, так и коллективными. На презентацию проектов приглашаются родители. В ходе подготовки проекта учащиеся получают возможность обобщить ранее изученный материал, освоить его ещё раз, но уже в активной, творческой, деятельностной форме. В ходе презентации проектов все учащиеся класса получают возможность ознакомиться с основным содержание всех 6 модулей, узнать о других духовных и культурных традициях России от своих одноклассников. Подготовка и презентация проекта позволяют оценить в целом работу учащегося и выставить ему итоговую оценку за весь курс.

## Учебники
В 2010 году учебные пособия «Основы православной культуры», «Основы исламской культуры», «Основы буддийской культуры», «Основы иудейской культуры», «Основы мировых религиозных культур» и «Основы светской этики» подготовлены для экспериментального курса «Основы религиозной культуры и светской этики» для 4-5 классов основной школы. Каждый ученик получает одно из шести предлагаемых учебных пособий, имеющих общую структуру из четырёх блоков и связанных общими методологическими принципами, а также целями и задачами курса, указанными выше.
В качестве методологического принципа разработки всех учебных пособий выбран культурологический подход, способствующий формированию у учащихся первоначальных представлений об основах религиозных культур и светской этики, учитывающий уже имеющийся круг знаний учащихся, а также межпредметное взаимодействие.
Об экспертных заключениях о допустимости использования в школах выпущенных в 2010 году учебных пособий, а также о соответствии этих пособий заявленному культурологическому подходу к изучению основ религиозных культур и светской этики — см. ниже в разделе «Профессиональные рецензии».
Список учебников:
- Беглов А. Л., Саплина Е. В., Токарева Е. С., Ярлыкапов А. А. Основы мировых религиозных культур. 4-5 классы: учебное пособие для общеобразовательных учреждений. — М.: Просвещение, 2010. Тираж 60 000 экз[8].
- Основы религиозных культур и светской этики. 4-5 классы: учебное пособие для общеобразовательных учреждений. — М.: Просвещение, 2010. Тираж 125 000 экз[8].
- Кураев А. В. Основы православной культуры. 4-5 классы: учебное пособие для общеобразовательных учреждений Архивная копия от 16 марта 2010 на Wayback Machine. — М.: Просвещение, 2010. Тираж 82 000 экз[8]. ISBN 978-5-09-024063-5; Дополнительно для свободной продажи выпущен тираж 20000 экз.  Также издано Электроное приложение к учебному пособию «Основы православной культуры, 4-5 классы» (CD). — М.: Просвещение, 2010. ISBN 978-5-09-024069-7
- Латышина Д. И., Муртазин М. Ф. Основы исламской культуры. 4-5 классы: учебное пособие для общеобразовательных учреждений. — М.: Просвещение, 2010. Тираж 40 000 экз[8].
- Чимитдоржиев В. Л. Основы религиозных культур и светской этики. Основы буддийской культуры. 4-5 классы: учебное пособие для общеобразовательных учреждений. — М.: Просвещение, 2010. Тираж 14 000 экз[8].
- Членов М. А., Миндрина Г. А., Глоцер А. В. Основы иудейской культуры. 4-5 классы: учебное пособие для общеобразовательных учреждений. — М.: Просвещение, 2010. Тираж 12 000 экз[8].

## Статистика
Доля (общее число) школьников 4-го класса, выбравших к 1 апреля 2010 года курсы «Основы православной культуры», «Основы исламской культуры», «Основы буддийской культуры», «Основы иудейской культуры», «Основы мировых религиозных культур», «Основы светской этики»:
По данным на февраль 2012 года в результате опробования курса ОРКСЭ в 21 субъекте РФ с 480 тыс. учащимися из 9980 школ было выявлено, что наибольшей популярностью пользуется модуль «Основы светской этики» — 42 % школьников, далее идут православие — 30 %, основы мировых религиозных культур — 18 %, ислам — 9 %. Меньше всего оказалось «буддистов» и «иудеев» — по 1 %.
| Округ                             | Область                      | Основы православной культуры | Основы исламской культуры | Основы буддийской культуры | Основы иудейской культуры | Основы мировых религиозных культур | Основы светской этики |
| Центральный федеральный округ     | Тамбовская область           | 55% (4616)                   | 0,2% (19)                 |                            |                           | 7% (62)                            | 37% (3137)            |
| Центральный федеральный округ     | Тверская область             | 62,3% (более 6680)           | 0,2% (более 20)           |                            |                           | 5,9% (более 620)                   | 31,6% (более 3340)    |
| Центральный федеральный округ     | Костромская область          | 75% (более 4080)             | 0,2% (примерно 11)        | 0,2% (примерно 11)         |                           | 8% (436)                           | 16,8% (915)           |
| Северо-Западный федеральный округ | Вологодская область          | 57% (5915)                   | 0,07% (8)                 | 0                          | 0                         | 17% (1756)                         | 25,4% (2619)          |
| Северо-Западный федеральный округ | Калининградская область      | 34% (2494)                   |                           |                            |                           | 8,6% (631)                         | 57% (более 4180)      |
| Сибирский федеральный округ       | Красноярский край            | 19,1% (4804)                 |                           |                            |                           |                                    | 58,2% (14646 человек) |
| Сибирский федеральный округ       | Новосибирская область        | 18,5% (5143)                 |                           |                            |                           |                                    | 67% (18207 человек)   |
| Сибирский федеральный округ       | Томская область              | 18,57%                       |                           |                            |                           |                                    |                       |
| Дальневосточный федеральный округ | Еврейская автономная область | 61,26% (1050)                |                           |                            |                           |                                    | 12,31% (211)          |
| Дальневосточный федеральный округ | Камчатский край              | 39% (893)                    |                           |                            |                           |                                    | 47% (1070 человек)    |
| Уральский федеральный округ       | Курганская область           | 20% (1764)                   |                           |                            |                           |                                    | 60% (5156 человек)    |
| Уральский федеральный округ       | Свердловская область         | 20,6% (7255)                 |                           |                            |                           |                                    |                       |
| Приволжский федеральный округ     | Пензенская область           | 0%                           |                           |                            |                           |                                    | 62% (6273)            |
| Приволжский федеральный округ     | Удмуртская Республика        | 16% (более 2230)             |                           |                            |                           |                                    | 60% (7248 человек)    |
| Приволжский федеральный округ     | Чувашская Республика         | 34,8% (более 3920)           |                           |                            |                           |                                    | 30,5% (3440 человек)  |
| Южный федеральный округ           | Чечня                        | 0,36% (73)                   |                           |                            |                           |                                    |                       |
| Южный федеральный округ           | Карачаево-Черкесия           | 20% (841)                    |                           |                            |                           |                                    | 22,9% (950 человек)   |
| Южный федеральный округ           | Республика Калмыкия          | 30% (898)                    |                           |                            |                           |                                    |                       |
| Южный федеральный округ           | Ставропольский край          | более 60%                    |                           |                            |                           |                                    |                       |

Тиражи учебников по шести модулям, выпущенных издательством Просвещение по результатам волеизъявления родителей к 1 апреля 2010 года.
| Основы православной культуры | Основы исламской культуры | Основы буддийской культуры | Основы иудейской культуры | Основы мировых религиозных культур | Основы светской этики |
| 80 тыс. (25%)                | 40 тыс.                   | 14 тыс.                    | 12 тыс.                   | 58 тыс.                            | 123 тыс.              |

По сообщению автора учебника по Основам православной культуры Андрея Кураева, в апреле 2010 года было дополнительно напечатано 10000 экз. учебника. В самом дополнительном выпуске учебника указан тираж 20000 экз.

### По данным Министерства образования и науки РФ на 1 сентября 2012 года
Выбор родителей четвероклассников на 2012—2013 учебный год:
В целом по России:
- Основы светской этики — 42,7 %
- Основы православной культуры — 31,7 %
- Основы мировых религиозных культур — 21,2 %
- Основы исламской культуры — 4 %
- Основы буддийской культуры — 0,4 %
- Основы иудейской культуры — 0,1 %

Данные по Москве:
- Основы светской этики — 47,4 %
- Основы мировых религиозных культур — 27,7 %
- Основы православной культуры — 23,43 %
- Основы исламской культуры — 1,02 %

Данные по Московской области:
- Основы светской этики — 50,9 %
- Основы православной культуры — 34,8 %
- Основы мировых религиозных культур — 14,2 %
- Основы буддийской культуры — <1 %
- Основы исламской культуры — <1 %
- Основы иудейской культуры — <1 %

Данные по Санкт-Петербургу:
- Основы светской этики — 52,6 %
- Основы мировых религиозных культур — 37,7 %
- Основы православной культуры — 9,46 %
- Основы исламской культуры — 0,07 %

Данные по Ленинградской области:
- Основы православной культуры — 57,7 %
- Основы мировых религиозных культур — 31,8 %
- Основы светской этики — 10,5 %

Данные по Башкирии:
- Основы светской этики — 67 %
- Основы мировых религиозных культур — 25 %
- Основы исламской культуры — 6 %
- Основы православной культуры — 2 %

## Профессиональные рецензии
- На курс «Основы светской этики» опубликован критический отзыв старшим научным сотрудником Института философии РАН, кандидатом философских наук О. П. Зубец[22].
- По мнению старшего научного сотрудника Института философии РАН Н. А. Канаевой, модуль «Основы буддийской культуры» сводит буддизм исключительно к ламаизму, а также содержит неточности и проповеднический тон[23].
- Экспертами, работающими в Российской академии наук, был сделан однозначный вывод о недопустимости использования в школах Российской Федерации выпущенных в 2010 году учебников по комплексному курсу «Основы религиозных культур и светской этики»[24][25][26]. Учебник содержит многочисленные признаки грубого нарушения Конституции РФ, агрессивно, в миссионерском ключе грубо навязывает ученикам определённую религиозную идеологию, открыто враждебную светскому государству. Учебник несостоятелен в научном плане, в нём не определено понятие «религиозная культура» и вместо неё вводится плоско поданная религиозная доктрина, приводящая к подмене культуры вероучением. Никакого научного обсуждения этого учебника и не предполагалось, процесс создания учебника в части модулей основ религиозных культур сознательно был спланирован так, чтобы полностью передать его конфессиям, отстранив учёных от какого-либо участия[27].
- О некультурологическом, но миссионерском характере учебников основ религиозных культур, выпущенных в 2010 году, об опасности преподавания в светской школе основ одной из четырёх религий, вводящего разделение детей на сепаратные группы по религиозному и конфессиональному признаку, свидетельствует экспертное заключение Московского бюро по правам человека на комплексный учебный курс «Основы религиозных культур и светской этики»[28].
- В рецензии Д. М. Сахарных[29] подробно разбираются особенности учебника «Основы православной культуры» именно как учебного пособия по заявленной тематике, и даётся заключение о непригодности этого пособия для преподавания в общеобразовательных учреждениях — из-за подмены тематики курса, когда вместо «основ православной культуры» излагаются «основы православной доктрины», а также катехизаторского, а не культуроведческого подхода автора к подаче материала; также отмечен ряд методических и дидактических недостатков учебника, отсутствие биографического и страноведческого материала, необходимого для раскрытия предмета.
- В официальной рецензии Российской академии образования (РАО) на предварительную версию рукописи учебника «Основы Православной культуры» (по состоянию на 2 декабря 2009 года), подписанной академиком РАО, доктором педагогических наук профессором М. В. Рыжаковым, академиком РАО, доктором философских наук профессором Г. Н. Филоновым, доктором педагогических наук А. А. Журиным и кандидатом педагогических наук С. И. Гудилиной[30] наряду с методическими достоинствами учебника (хорошая структурированность и проработка заданий для учащихся) отмечен ряд недостатков. В выводе рецензии отмечено, что «представленная на рецензирование рукопись нуждается в авторской и редакционной подготовке. В её современном виде она может быть рекомендована к печати в качестве дополнительных материалов для учащихся, проявляющих особый интерес к Православию». Впоследствии текст рукописи редактировался как автором[31], так и издательством «Просвещение».
- Учебник «Основы Православной культуры» получил ряд положительных внешних рецензий, включая рекомендации нескольких академиков РАО[32]. На сайте А. Кураева опубликованы положительные отзывы на учебник от заведующего кафедрой психологии личности факультета психологии МГУ, профессора, академика РАО А. Г. Асмолова, академика РАО А. Ф. Киселёва, академика РАО, заведующего кафедрой философской и психологической антропологии Российского государственного педагогического университета им. А. И. Герцена А. А. Королькова, начальника управления образования и науки Тамбовской области, доктора педагогических наук, профессора Н. Е. Астафьевой, профессора Вильнюсского педагогического университета, эксперта по нравственному воспитанию при Министерстве образования Литовской республики О. Л. Янушкявичене, главного специалиста управления образования г. Железногорск-Илимский Иркутской области В. А. Нечушкиной, руководителя Федерального Агентства по делам молодёжи В. Г. Якеменко[33].